# Barichneumon fumipennis
Barichneumon fumipennis är en stekelart som först beskrevs av Johann Ludwig Christian Gravenhorst 1829.  Barichneumon fumipennis ingår i släktet Barichneumon och familjen brokparasitsteklar. Inga underarter finns listade.